# عبد الملك نوري
عبد الملك نوري (1921-1998م) روائي وكاتب عراقي نشط في المشهد الثقافي العراقي في القرن العشرين، اشتهر بكتاباته الخيالية والواقعية، كما شارك في الأدب العراقي في عصره.
اشتهر نوري بقصته القصيرة " فطومة "، لكنه نشر أيضًا العديد من المجموعات الروائية خلال الخمسينيات، بما في ذلك: الفانوس الأخير، عمر بيك، الخادمة، الابتسامة والربيع، جدار الصمت (1953)، الرجل الصغير (1953)، وأغنية الأرض (1954). تبع ذلك في عام 1980 فيلم حسابات الخريف . وكان أيضًا مؤلف مقال عن "مأساة الفن"، وعدة قصص قصيرة ظهرت في مجموعته "الرسل الإنسانية" (1946)، ومسرحية "الخشب والمخمل" (1980).

## الحياة المُبكرة
وُلِد عبد الملك النوري في السويس بسلطنة مصر عام 1921 أثناء قيام عائلته برحلة خارج العراق، لكنه عاد في النهاية إلى العراق حيث التحق نوري بالمدرسة. ثم انتقل بعد ذلك إلى بيروت لمدة عامين للدراسة في الجامعة الأميركية في بيروت حيث تعلم اللغة الإنجليزية. وبعد أن أكمل دراسته عاد إلى العراق والتحق بكلية الحقوق وتخرج منها سنة 1944م.

## مهنة الكتابة

### الأعمال الأدبية العراقية
أثناء الدراسة، أبدى اهتمامًا بالكتابة، وسيأخذ هذا الاهتمام على محمل الجد خلال عامه الأول في الجامعة. تأثر نوري بأعمال ذي النون أيوب، الذي كان كاتبًا عراقيًا واسع الانتشار في ذلك الوقت. وقد أثَّرت أساليب الواقعية النقدية التي انتهجها أيوب على نوري، فظهر هذا التأثير في مجموعته القصصية الأولى "رسل الإنسانية" التي نُشرت سنة 1946. ويروي نوري لاحقًا في مجلة أخبار الساعة عام 1953 أنه مثل غيره من الكتاب آنذاك، كان يأمل دائماً أن يصبح كاتبًا مشهورًا مثل أيوب. على الرغم من أن نوري أصبح أكثر انتقادًا لعمل أيوب مع مرور الوقت عندما بدأ في قراءة المزيد من الأدب الغربي من الولايات المتحدة والمملكة المتحدة، وأيضًا عند قرائته للأدب العربي في مصر.
ومن الشخصيات الأخرى التي أثرت على نوري الكاتب العراقي فؤاد التكرلي. ففي خريف عام 1949، أرسل نوري برقية إلى التكرلي يعلن فيها عن نيته الحضور لمقابلته في المحكمة المدنية حيث كان التكرلي يعمل هناك. وكان نوري من مُحبي قصص التكرلي القصيرة وكان يبحث عن النصيحة. نشأت بينهما صداقة وعقدا اجتماعات منتظمة في المقهى السويسري بشارع الرشيد إلى جانب أصدقاء آخرين حيث تناقشوا. في عام 1948 نشر نوري قصته القصيرة الخيالية الأشهر "فطومة" والتي تصور كفاح امرأة وحيدة. اشتهرت القصة القصيرة ببنيتها المتسلسلة والغنائية وغير الخطية، فضلًا عن تصويرها المقنع والجريء للحياة تحت التهديد. وفي نهاية المطاف فاز نوري بالجائزة الأولى لأفضل قصة قصيرة عربية عن قصته في مسابقة نظمتها مجلة الأديب البيروتية.
بدأت أعمال نوري تكتسب شهرة واسعة خارج العراق وكانت جزءًا من حركة إحياء الأدب العربي في العراق التي التقطها أيضًا كُتاب مثل نازك الملائكة وبدر شاكر السياب. وفي عام 1952، أهدى الكاتب المصري يوسف الشاروني قصة نشرها في مجلة الأديب إلى نوري. وفي وقت لاحق، أوصى الكاتب الفلسطيني جبرا إبراهيم جبرا المترجم الإنجليزي دينيس جونسون ديفيز بقراءة أعمال نوري، وبقي في العراق حتى يتمكن من ترجمتها.

### أعمال لاحقة
لكن بحلول عام 1955 بدأ نوري يفقد دافعه للكتابة بعد إرساله إلى معسكر تدريب عسكري، مع عدد من المثقفين اليساريين العراقيين. كان هذا جزءًا من حملة التطهير على الشيوعية التي قادتها حكومة نوري السعيد، والتي بدأت مع الشيوعيين المشتبه بهم والمعلمين وأساتذة الجامعات وموظفي الخدمة المدنية الصغار يفقدون وظائفهم. بعد نشر قصته الأخيرة "معانات"، اعتزل نوري الحياة العامة، إلا أنه نشر بين عامي 1968 و1972 مسرحيتين وبدأ بكتابة ثماني مسودات للمسرح. تتعلق المسرحيتان بشخصية تدعى "دودو" والتي عانت من كونها من نسل كاتب مسرحي فاشل وقد ظهرت في قصة قصيرة سابقة بعنوان "مأساة الفن" والتي نُشرت عام 1946.

## الأسلوب الأدبي والموضوعات
وبسبب أجواء القومية العربية في فترة الحرب الباردة العربية وتأثره بأيوب والتكرلي، كان نوري علمانيًّا ومُنتقدًا بشدة للمؤسسات الدينية في العراق. بمعنى آخر، كان ينظر إلى الطائفية باعتبارها دينًا خطيرًا من شأنه أن يعيق تقدم الأمة العربية. كما صورت قصص نور المدينة كمكان سلبي حيث يتم خداع الأشخاص العاديين وكان منفتحًا بشأن إظهار كيف أن المدن لا تفيد شخصياته. وقد استلهم هذا الموقف من هجرة العراقيين من الريف إلى المدن خلال خمسينيات القرن العشرين، الأمر الذي شكل تحديات كبيرة لهم، فضلًا عن مناخهم السياسي. وقد عبر عن هذا الموقف تجاه المدن كتاب عراقيون آخرون مثل السياب وبلند الحيدري. كما استخدم نوري مفهوم "العمى"، جسديًا ورمزيًا، لانتقاد المجتمع العراقي التقليدي والمعاملة غير العادلة لشعبه.
ويمكن العثور على مثال على ذلك في قصته "ريح الجنوب" حيث يُصور نوري رجلاً مقدسًا يُدعى "الشيخ محيي الدين" يُعتقد أنه يمتلك قوى سحرية لعلاج المرضى فيسافر من مكان إلى آخر لعلاج الناس. يُفسر هذه العبارة بشكل أكبر من خلال السطر " ولي كبير، كبير جدًا. ومعجزاته معروفة أيضًا للجميع". تتبع القصة أمًّا تُدعى خضيرة تسافر للبحث عن الولي حتى يتمكن من علاج ابنتها العمياء خدجية. ويتجلى إيمان الخضيرة أيضًا في إدراكها لأصوات عجلات القطار على أنها تكبيرات (الله أكبر) ورغبتها في زيارة مرقد الإمام الحسين لكسب البركة. ويُعجب الأب أيضًا بالرجل الصالح ويطلب من خضيرة أن تُحضر له التراب من تحت قدميه. ولكن مع تقدم القصة يتبين أن الولي لا يشفي أحدًا إلا بعد أن يدفع له أحد خمسة دراهم على الأقل ويغضب إذا أعطي له درهم واحد، ولذلك تجاهل ابنة خضيرة. علاوة على ذلك، يتبين أن الولي لا يمتلك قدرات. في هذه القصة، ينتقد نوري الطبقة الدينية والزعماء الدينيين الذين يستغلون الفقراء ومعتقداتهم في أوقات الفقر والإيمان الأعمى للناس بهم.

## طالع أيضًا
- الأدب العراقي

### فهرس
- Bashkin، Orit (2009). The Other Iraq: Pluralism and Culture in Hashemite Iraq. Walter de Gruyter & Co. ISBN:9780804774154. OCLC:1294403694. مؤرشف من الأصل في 2025-01-26.
- Caiani، Fabio (23 أغسطس 2013). The Iraqi Novel: Key Writers, Key Texts (Edinburgh Studies in Modern Arabic Literature). Edinburgh University Press. ISBN:9780748685233. مؤرشف من الأصل في 2024-12-03.
- Peled-Shapira، Hilla (2013). "Religion and Politics: On the Motif of Blindness in 'Abd al-Malik Nuri's "Rih al-janub" and Ga'ib Tu'mah Farman's "'Ammi abburni"". Journal of Arabic Literature ع. 44–3: 371–393. DOI:10.1163/1570064x-12341272.